# Lithodoras dorsalis
Lithodoras dorsalis är en fiskart som först beskrevs av Valenciennes, 1840.  Lithodoras dorsalis ingår i släktet Lithodoras och familjen Doradidae. Inga underarter finns listade i Catalogue of Life.